# Eurycea robusta
Eurycea robusta é um anfíbio caudado da família Plethodontidae endémica dos Estados Unidos da América.